# Dammartin-Marpain
Dammartin-Marpain ist eine französische Gemeinde mit 343 Einwohnern (Stand 1. Januar 2022) im Département Jura in der Region Bourgogne-Franche-Comté. Sie gehört zum Arrondissement Dole und zum Kanton Authume.

## Geographie
Der Fluss Ognon bildet im Nordosten die Gemeindegrenze. Die Nachbargemeinden sind Pesmes (Département Haute-Saône) im Norden, Malans (Département Haute-Saône) im Nordosten, Brans und Montmirey-le-Château im Süden, Champagney im Westen und Mutigney im Nordwesten. 

## Weblinks

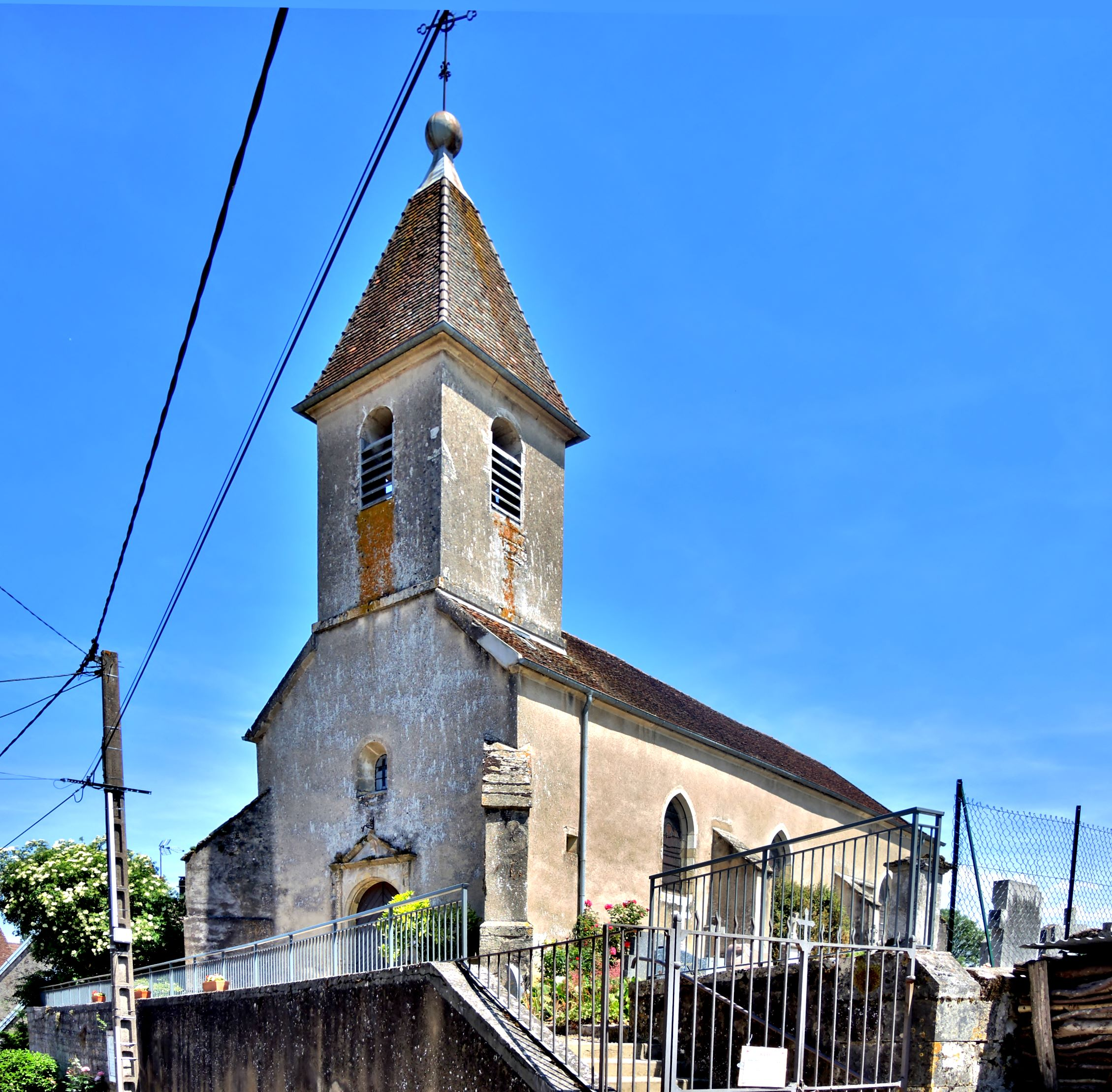
Kirche Notre-Dame

## Bevölkerungsentwicklung
| Jahr                       | 1962 | 1968 | 1975 | 1982 | 1990 | 1999 | 2008 | 2017 |
| -------------------------- | ---- | ---- | ---- | ---- | ---- | ---- | ---- | ---- |
| Einwohner                  | 207  | 216  | 193  | 189  | 175  | 227  | 262  | 342  |
| Quellen: Cassini und INSEE |      |      |      |      |      |      |      |      |